# Veto
Ne doit pas être confondu avec Vetto.
Pour l’article homonyme, voir VETO (groupe).
« Droit de veto » redirige ici. Pour album de Koffi Olomidé, voir Droit de veto (album de Koffi Olomidé).
Le mot veto (ou véto) vient du latin veto qui signifie littéralement « je m’oppose ». Il est utilisé pour indiquer qu'une personne ou une partie d'un groupe a le droit d'arrêter unilatéralement une décision commune.

## Orthographe
Le substantif masculin est un emprunt au latin veto, première personne du singulier de l'indicatif présent du verbe vetare.
Depuis la réforme de l’orthographe de 1990, il est recommandé d’utiliser la graphie véto.

## Généralités
En droit constitutionnel, le véto ou droit de véto peut être défini comme la « faculté d'empêcher » du chef d'État, prérogative du chef de l'État de s'opposer à l'entrée en vigueur de lois préalablement adoptées.
L'origine de ce droit s'inscrit dans le « droit de sanction royale », pratiqué sous forme de droit de « refus de sanction ».
À la suite de Jean-Jacques Chevallier, la doctrine classique distingue le véto absolu, le véto suspensif et le véto translatif. La distinction est la suivante :
- véto absolu : empêche les parlementaires de voter la loi ;
- véto suspensif : suspend la loi pendant une période ou jusqu'à la réalisation d'une condition ;
- véto translatif : selon Yves Nau, « prérogative consistant à faire trancher par le corps électoral un litige majeur entre le chef de l’État et le Parlement, qui tous deux se réclament de la confiance populaire pour défendre leurs points de vue et notamment le contenu d’un acte législatif ».

Le « veto partiel » porte quant à lui sur une part d'une loi donnée.
De manière extensive, le véto comprend le « droit de demander une nouvelle délibération » de la loi.

## Dans le monde et dans l'histoire

### Rome antique
Le véto fut donné au début de la République romaine au tribun de la plèbe pour s'opposer à toute décision d'un autre magistrat, quel que soit son rang, y compris à l'encontre d'un autre tribun de la plèbe, ou à une décision du sénat romain.

### Royaume-Uni et Commonwealth
Dans le système de Westminster et dans la plupart des monarchies constitutionnelles, le pouvoir de véto est exercé en suspendant l'accord royal qui est en principe le dernier pouvoir, rarement utilisé, par le monarque ou son représentant.

### Europe moderne
Du XVIe siècle à 1903, les couronnes de France, du Saint-Empire romain germanique (puis de l'Autriche) et d'Espagne ont pu émettre une exclusive contre un ou plusieurs candidats à la papauté. Par exemple, le cardinal Fabrizio Paolucci, secrétaire d'État, était le candidat favori pour la succession à Clément XI, en 1721, mais il était trop favorable aux positions françaises et l'empereur Charles VI de Habsbourg usa de son droit de véto pour empêcher son élection. Le conclave se conclut donc par l'élection d'un cardinal qui n'était pas compromis, Michelangelo Conti, qui prit le nom d'Innocent XIII. Après la mort de ce dernier, en 1724, Paolucci fut de nouveau un des candidats favoris au trône pontifical; mais encore une fois il ne fut pas élu en raison du véto impérial.

### Canada
En droit canadien, il n'est pas nécessaire pour un premier ministre fédéral ou provincial d'exercer un veto au sein du Parlement ou d'une assemblée législative provinciale, le premier ministre exerçant simultanément le pouvoir législatif et le pouvoir exécutif en vertu des règles du système de Westminster. Si le premier ministre se trouve à être en désaccord avec un projet de loi soumis par des députés de son propre parti, il peut avoir recours au whip de son parti pour obliger les députés à rentrer dans le rang et pour faire en sorte que le projet de loi n'aura aucune chance d'être adopté. En cas de gouvernement minoritaire, le premier ministre n'a pas de veto, mais il peut menacer d'aller en élections si les partis d'opposition risquent de voter contre son parti sur une question d'importance. En outre, il arrive aussi des situations où le premier ministre demande la prorogation du parlement lorsqu'il se sent piégé par les partis d'opposition.
De plus, en vertu des règles de la Loi constitutionnelle de 1867, le premier ministre fédéral possède aussi un pouvoir constitutionnel de désaveu et réserve, mais bien que ce pouvoir n'ait jamais été officiellement aboli, il est tombé en désuétude, les dernières utilisations remontant respectivement à 1943 et 1961.

### Espagne
Le Sénat espagnol dispose d'un droit de veto sur les projets et propositions de loi qui lui sont soumis après leur adoption par le Congrès des députés, que lui confère l'article 90 de la Constitution. Le veto doit être approuvé à la majorité absolue dans les deux mois qui suivent la réception du texte. Dans ce cas, le projet ou la proposition de loi est renvoyé au Congrès, qui peut lever le veto par un vote à la majorité absolue, ou à la majorité simple passé un délai de deux mois.

### États-Unis
Aux États-Unis, au niveau fédéral, le président peut mettre son veto à une loi votée par le Congrès des États-Unis, mais ce droit n'est pas absolu. Une majorité des deux tiers de chaque assemblée peut passer outre. Le veto a été utilisé pour la première fois par le président George Washington le 5 avril 1792 et le Congrès en a surmonté un le 3 mars 1845.
Les gouverneurs et les législatures d'État ont des mécanismes similaires de veto et des possibilités de le contourner.

#### Pocket veto
Lorsqu'une loi est adoptée par le Congrès dans les dix derniers jours de sa session, le président peut effectuer un veto de facto, en ne promulguant pas la loi, mais en ne lui opposant pas non plus formellement son veto. Cette manœuvre, surnommée pocket veto, présente, pour le président, l'avantage que le Congrès ne peut alors pas surmonter ce veto par un vote, puisque, en droit, le président n'a pas opposé son veto. S'il souhaite qu'un texte qui a fait l'objet d'un pocket veto soit promulgué, le Congrès est alors dans l'obligation de reprendre le processus législatif depuis le début.
Cependant, le Congrès peut préemptivement éviter les pocket veto en désignant un agent chargé de recevoir les communications (dont les vetos) avant de suspendre sa session, ce qui a eu lieu de nombreuses fois. 
En totalité, celui-ci sera utilisé 2 500 fois depuis sa création en 1787, et répandu par Franklin D. Roosevelt.

### France

#### Véto royal
En France, sous la Révolution, la Constituante accorde à Louis XVI un droit de véto suspensif. Celui-ci est valable pour les deux législatures suivantes (une législature durant 2 ans), soit six ans au maximum (11 septembre 1789 et confirmé dans la Constitution de 1791).
Le 11 septembre 1789, le principe du véto royal est adopté à une forte majorité : 733 voix pour, 143 contre, 76 abstentions ; puis le véto suspensif, à une majorité moindre : 673 voix pour, 325 contre, 11 abstentions. Aux yeux des monarchiens (Jean-Joseph Mounier), cela contribuait à affaiblir l'exécutif par rapport au législatif. Cela valut à Louis XVI le surnom de « Monsieur Veto ».
Louis XVI a utilisé cinq fois son droit de véto, :
- le 12 novembre 1791, contre le décret du 9 novembre relatif aux émigrés ;
- le 19 décembre 1791, contre le décret du 27 novembre relatif aux prêtres assermentés ;
- le 20 janvier 1792, contre le décret du 29 septembre 1791 sur la nomination des huissiers des tribunaux criminels[14].
- le 7 juin 1792 sur la formation d'un camp de 20 000 hommes sous Paris ;
- le 12 juin 1792, contre le décret du 27 mai relatif aux prêtres réfractaires.

Sous la Restauration, Louis XVIII s'abstient d'user de son droit de véto.
Sous la monarchie de Juillet, Louis-Philippe Ier n'utilise pas son droit de véto,.

#### Véto présidentiel
Sous les régimes républicains, la faculté attribuée au Président de la République de demander au Parlement une nouvelle délibération de la loi est parfois présentée comme un substitut au véto. Sous la IIe République, cette faculté est introduite par l'Assemblée nationale — à l'initiative d'Alexis de Tocqueville, et devient l'article 58 la Constitution du 4 novembre 1848. 
Sous la IIIe République, l'Assemblée nationale la reprend : elle figure d'abord à l'article 2, alinéa 2, de la Loi de Broglie  puis à l'article 7, alinéa 2, de la loi constitutionnelle du 16 juillet 1875, sur les rapports des pouvoirs publics. Sous la IIIe République, nul président de la République ne fait usage de sa faculté de demander une nouvelle délibération. 
Sous la IVe République, l'Assemblée constituante la reprend elle aussi : elle figure à l'article 36, alinéa 2, de la Constitution du 27 octobre 1946,. Les présidents de la République en font usage douze fois, : huit au cours de la Ire législature, trois au cours de la IIe et une au cours de la IIIe.
Sous la Ve République, l'article 10, alinéa 2, de la Constitution du 4 octobre 1958 confère au président de la République le droit de surseoir à la promulgation, d'une loi adoptée par le Parlement en demandant à celui-ci une « nouvelle délibération » de tout ou partie de ses articles. Il s'agit d'une prérogative traditionnelle du chef de l'État qui est parfois analysée comme lui conférant un droit de véto suspensif,. François Mitterrand en fait usage deux fois : la première, le 13 juillet 1983, afin de permettre au Parlement de retirer la loi sur l'Exposition universelle de 1989 ; la seconde, le 9 août 1985, afin de permettre au Parlement de revoir la loi sur l'évolution de la Nouvelle-Calédonie. Jacques Chirac en fait usage une fois, le 4 avril 2003, afin de permettre au Parlement de revoir l'article 4 de la loi relative à l'élection des conseillers régionaux et des représentants au Parlement européen ainsi qu'à l'aide publique aux partis politiques.

#### Véto sénatorial
Sous la Ve République, certaines prérogatives du Sénat sont considérées comme lui conférant un droit de véto. Il concerne les lois organiques relatives au Sénat et les  lois portant révision de la Constitution.

### Italie
Le président de la République italienne dispose d'un droit de veto pour la désignation des ministres.

### Nations unies[réf.nécessaire]
Au Conseil de sécurité des Nations unies, les cinq membres permanents (les États-Unis, la Russie, la Chine, la France, Royaume-Uni) ont un droit de veto. Si l'un de ces pays met son véto à une proposition, elle est obligatoirement rejetée. On peut citer les exemples de la crise du canal de Suez (1956), ou en 1976 la résolution à propos des Comores. Le droit de veto américain a également contribué à fournir le meilleur soutien politique de l'entité israélienne, empêche la prise de toute décision du Conseil de sécurité obligeant Israël d'arrêter l'occupation des territoires palestiniens et à la violence contre le peuple palestinien ou l'échec de toute résolution condamnant l'usage excessif d'Israël de la force, en particulier dans la guerre du Liban en 2006 et Gaza à la fin 2008 a conduit à douter de la crédibilité des Nations unies en raison du veto américain.

### Pologne
Aux XVIIe et XVIIIe siècles, dans la Diète de Pologne était appliqué le principe dit du liberum veto, la « liberté de ne pas consentir ». Pour un député, il suffisait de crier en séance : liberum veto pour interrompre la séance et rendre invalides toutes les décisions préalablement adoptées. Il suffisait d'une seule voix et ce ne devait pas être un député particulier : n'importe qui pouvait bloquer toute action législative. Cet usage, peu à peu transformé en loi, était la conséquence du principe que la promulgation des lois semblait exiger l'unanimité.
Très vite, ce véto devint une manifestation d'un sens paranoïaque d'absolue égalité et eut comme conséquence l'anarchie et l'effondrement de l'État polonais. Le député le plus insignifiant (ou le plus corrompu) pouvait bloquer le travail de centaines d'autres et menacer le futur de la nation polonaise. Le liberum veto devint le symbole de la profonde crise interne de cet État qui, de facto, n'exista plus pendant cent vingt ans.
Dans le système politique actuel, le président de la République de Pologne dispose d'un droit de véto sur les textes adoptés par le parlement, qui peut le contrer par un vote adopté à la majorité des trois cinquièmes des voix de la Diète.

## Abus de véto
Typiquement, un véto s'applique à une pièce de législation complète. Quelques États aux États-Unis ont accordé à leurs gouverneurs le pouvoir additionnel du véto à la ligne. Son abus le plus célèbre intervint quand le gouverneur du Wisconsin, Tommy Thompson, a barré des lettres individuelles dans le texte qui lui était soumis, ce qui donna une signification différente au texte.

#### Dictionnaires
- [Gaffiot 1934] F. Gaffiot, Dictionnaire illustré latin-français, Paris, Hachette, fév. 1934, 1re éd., 1 vol., 1702-XVIII, gr. in-8o (26 cm) (OCLC 798807606, BNF 32138560, SUDOC 125527209, lire en ligne), s.v.věto, p. 1668, col. 2-3.
- [Pougeoise 1996] M. Pougeoise, Dictionnaire didactique de la langue française : grammaire, linguistique, rhétorique, narratologie, expression et stylistique : avec la conjugaison des principaux verbes, Paris, A. Colin, coll. « U / Lettres », sept. 1996, 1re éd., 1 vol., X-443, 17,1 × 24,6 cm (ISBN 2-200-01431-0 (édité erroné) et 978-2-200-01431-5, EAN 9782200014315, OCLC 413776207, BNF 35844251, SUDOC 003969495, présentation en ligne, lire en ligne), s.v.emprunts.
- [Rey et al. 2010] A. Rey (dir.), M. Tomi, T. Hordé et Ch. Tanet (collab.), Dictionnaire historique de la langue française, Paris, Le Robert, juill. 2010, 4e éd., 1 vol., XIX-2614, 29 cm (ISBN 978-2-84902-646-5 et 978-2-84902-997-8, EAN 9782849026465, OCLC 757427895, BNF 42302246, SUDOC 147764122, lire en ligne), s.v.veto.

#### Autres
- [Albertini 1977] P. Albertini (préf. de M. Troper), Le droit de dissolution et les systèmes constitutionnels français (texte remanié de la thèse de doctorat en droit, soutenue à Rouen en 1974), Paris, PUF, coll. « Publications de l'Université de Rouen » (no 43), 1977, 1re éd., 1 vol., 409, 24 cm (OCLC 373535544, BNF 34594727, SUDOC 000176230, lire en ligne).
- [Barny 1995] R. Barny, Le droit naturel à l'épreuve de l'histoire : Jean-Jacques Rousseau dans la Révolution (débats politiques et sociaux) ; suivi de Montesquieu dans la Révolution, Besançon, Université de Besançon (diff. Paris, Les Belles Lettres), coll. « Annales littéraires de l'Université de Besançon / Littérature et histoire des pays de langues européennes / Bicentenaire de la Révolution française » (no 593 / 40 / 22), 1995, 1re éd., 1 vol., 352, 24 cm (ISBN 2-251-60593-2, EAN 9782251605937, OCLC 463756508, BNF 35804327, SUDOC 00378939X, présentation en ligne, lire en ligne).
- [Bompard 1906] R. Bompard (préf. de J. Casimir-Perier), Le veto du président de la République et la sanction royale, Paris, A. Rousseau, 1906, 1re éd., 1 vol., X-285, in-8o (23 cm) (OCLC 490556031, BNF 31838173, SUDOC 020779437, lire en ligne).
- [Bottini 2008] F. Bottini, « La promulgation des lois parlementaires », RFDC, no 76,‎ oct.-déc. 2008, p. 1re part., art. no 4, p. 761-784 (DOI 10.3917/rfdc.076.0761, lire en ligne).
- [Branchet 1996] B. Branchet (préf. de S. Rials), Contribution à l'étude de la Constitution de 1958 : le contreseing et le régime politique de la Ve République (texte remanié de la thèse de doctorat d'État en science politique, soutenue à Caen en 1983), Paris, LGDJ, coll. « Bibliothèque constitutionnelle et de science politique » (no 82), 1996, 1re éd., 1 vol., XVIII-307, 24 cm (ISBN 2-275-00225-1, EAN 9782275002255, OCLC 36276654, BNF 37019803, SUDOC 003961958, présentation en ligne, lire en ligne).
- [Burdeau, Hamon et Troper 1991] G. Burdeau, F. Hamon et M. Troper, Droit constitutionnel, Paris, LGDJ, coll. « Manuel », sept. 1991, 22e éd. (1re éd. par G. Burdeau, Cours de droit constitutionnel, Paris, R. Pichon et R. Durand-Auzias, 1942) (ISBN 2-275-00677-X, EAN 9782275006772, OCLC 419538202, BNF 36652879, SUDOC 002416948, lire en ligne).
- [Carcassonne et Guillaume 2016] G. Carcassonne et M. Guillaume (préf. de G. Vedel), La Constitution, Paris, Seuil, coll. « Points / Essais » (no 319), janv. 2016, 13e éd. (1re éd. par G. Carcassonne, janv. 1996), 1 vol., 479, 18 cm (ISBN 978-2-7578-5719-9, EAN 9782757857199, OCLC 936317592, BNF 44489299, SUDOC 191052590, lire en ligne).
- [Cohendet 1993] M.-A. Cohendet, La cohabitation : leçons d'une expérience, Paris, PUF, coll. « Recherches politiques », mars 1993, 1re éd., 1 vol., 341, 22 cm (ISBN 2-13-045665-0 (édité erroné), EAN 9782130456650, BNF 36665818, SUDOC 002945223, lire en ligne).
- [Gicquel 1995] J. Gicquel, Droit constitutionnel et institutions politiques, Paris, Montchrestien, coll. « Domat / Droit public », 1995, 14e éd. (1re éd. par A. Hauriou, 1965), 1 vol., X-806, 22 cm (ISBN 2-7076-0685-5, EAN 9782707606853, OCLC 33410534, BNF 36689587, SUDOC 003922200, lire en ligne).
- [Glénard 2013] G. Glénard, « Sanctionner : parfaire la loi », Clio@Themis : revue électronique d'histoire du droit, no 6 : « Les sources matérielles de la loi sous la Révolution (1789-1795) »,‎ sept. 2013, art. no 3 (lire en ligne).
- [Guillenchmidt 2000] M. de Guillenchmidt, Histoire constitutionnelle de la France depuis 1789, Paris, Économica, hors coll., mai 2000, 1re éd., 1 vol., 302, 24 cm (ISBN 2-7178-4051-6, EAN 9782717840513, OCLC 468133944, BNF 37109994, SUDOC 051672197, lire en ligne).
- [Laquièze 2002] A. Laquièze, Les origines du régime parlementaire en France : 1814-1848 (texte remanié de la thèse de doctorat en droit, soutenue à Paris-II en 1995), Paris, PUF, coll. « Léviathan », juin 2002, 1re éd., 1 vol., 436, 24 cm (ISBN 2-13-052487-7, EAN 9782130524878, OCLC 470303951, BNF 38867446, DOI 10.3917/puf.laqui.2002.01, SUDOC 067114024, lire en ligne).
- [Lascombe 2012] M. Lascombe, Le droit constitutionnel de la Ve République, Paris, Éditions L'Harmattan, coll. « Logiques juridiques », oct. 2012, 12e éd. (1re éd. mai 1992), 1 vol., 505, 24 cm (ISBN 978-2-336-00346-7, EAN 9782336003467, OCLC 826772431, BNF 42785658, SUDOC 165179511, présentation en ligne, lire en ligne).
- [Maestre 1964] J.-C. Maestre, « Les messages présidentiels en France », RDP, vol. 80, no 2,‎ mars-avr. 1964, p. 392-438 (OCLC 26866196, SUDOC 015651460, lire en ligne).
- [Massot 1986] J. Massot (préf. de R. Rémond), La présidence de la République en France : vingt ans d'élection au suffrage universel (1965-1985), Paris, DF, coll. « NED » (no 4801), 1986, 1re éd., 1 vol., 196, 24 cm (OCLC 489581450, BNF 36616955, SUDOC 000936723, lire en ligne).
- [Pauvert 2004] B. Pauvert, Droit constitutionnel : théorie générale, Ve République, Levallois-Perret, Studyrama, coll. « Panorama du droit / Premier cycle » (no 403), juin 2004, 1re éd., 1 vol., 495, ill., 24 cm (ISBN 2-84472-443-4, EAN 9782844724434, OCLC 491523599, BNF 39239065, SUDOC 081117000, lire en ligne).
- [Plouvin 1980] J.-Y. Plouvin, « Le droit présidentiel de demander une nouvelle délibération de la loi », RDP, no 6,‎ nov.-déc. 1980, p. 1563-1592 (lire en ligne).
- [Turpin 1986] D. Turpin, Contentieux constitutionnel, Paris, PUF, coll. « Droit fondamental / Droit juridictionnel » (no 2), déc. 1986, 1re éd., 1 vol., 346, 22 cm (ISBN 2-13-039902-9, EAN 9782130399025, OCLC 416404311, BNF 36623667, SUDOC 001171518).